# Normanella confluens
Normanella confluens is een eenoogkreeftjessoort uit de familie van de Normanellidae. De wetenschappelijke naam van de soort is voor het eerst geldig gepubliceerd in 1965 door Lang.